# فرد مورگان (ورزشکار)
فرد مورگان (انگلیسی: Fred Morgan; ۳۰ ژوئن ۱۸۹۳ – ۲۹ ژوئیهٔ ۱۹۸۰) ورزشکار ورزش تیراندازی اهل آفریقای جنوبی بود.
وی در مسابقات کشوری و بین‌المللی در مجموع برندهٔ ۱ مدال نقره شده‌است.